# Marie d'Orange-Nassau
Pour l’article homonyme, voir Marie d'Orange-Nassau (1642–1688).
Marie d'Orange-Nassau (7 février 1556, Bréda – 10 octobre 1616, Buren) est la deuxième fille de Guillaume le Silencieux et de sa première épouse Anne d'Egmond et Buren. Elle porte le nom de la première fille de Guillaume, Maria, décédée en bas âge.

## Biographie
Au début de la Guerre de Quatre-Vingts Ans, son frère aîné Philippe-Guillaume d'Orange est envoyé en Espagne où il est élevé dans la religion catholique. Maria défend vigoureusement les prétentions de son frère au titre de prince d'Orange et à la baronnie et à la ville de Breda contre les prétentions de leur demi-frère Maurice de Nassau.
Elle souhaitait épouser Philippe de Hohenlohe-Neuenstein, qu'elle connaissait depuis l'âge de onze ans. Ce projet rencontre une résistance initiale de la part de son père (il donne sa permission en 1582) et une résistance continue de la part de son frère Maurice. Elle était censée épouser le fils (catholique) du duc d'Aerschot, pour l'aider à devenir un allié important contre les forces espagnoles, mais Maria refuse de l'épouser car elle est devenue calviniste. En outre, Maria revendique la tutelle des biens de Philippe Guillaume alors qu'il est otage en Espagne, parce qu'elle est la propre sœur de celui-ci, alors que Maurice n'est que son jeune demi-frère, et entame un procès.
Le 2 février 1595, à l'âge de 39 ans, Maria épouse finalement Philippe de Hohenlohe à Buren, dans l'Église réformée néerlandaise. Le couple reste sans enfant et Philippe meurt en 1606. Son frère Philippe-Guillaume est libéré en 1595 et retourne à Breda en 1610. En 1612, Maria fonde un grand orphelinat à Buren.
Elle meurt en 1616 à Buren. Elle y est inhumée dans l'église Saint-Lambert, devenue alors une église protestante réformée calviniste.